# Ízületi gyulladás
Az ízületi gyulladás (más néven artritisz) az ízületi megbetegedések egyik formája, az ízületek heveny (akut) vagy idült (krónikus) formában megnyilvánuló gyulladásos megbetegedése. Az ízületek fájdalmát, funkciózavarát és a gyulladások egyéb általános tüneteinek egy vagy több ízületen történő megjelenését jelenti. Elterjedt betegség, minden életkorban előfordulhat. Kórokai, megjelenési formái és következményei igen szerteágazóak, ezért egyértelmű rendszerezésük is nehéz.

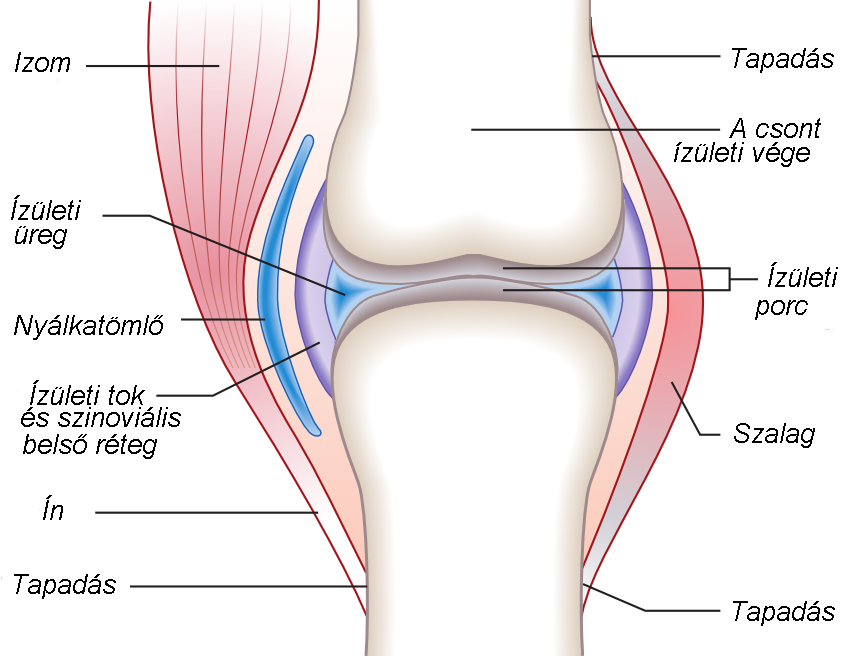
Egy ízület sémás ábrája

## Típusai
Fertőző artritisz:
- szeptikus artritisz (fertőzéses ízületi gyulladás), melyet a véráram útján, vagy direkt módon (nyílt sérülés) az ízületbe jutó baktériumok okoznak.
- tuberkulózisos ízületi gyulladás, mely mindig másodlagos, a testben egyéb helyen (leggyakrabban a tüdőben) fennálló tbc-s folyamat miatt alakul ki.
- reaktív artritisz, pontosabban annak következményei (nem szeptikus). Kiváltó oka lehet túlerőltetés, ismételt kisebb trauma, szabad ízületi test okozta mechanikus irritáció.

Nem fertőző ágens okozta artritisz:
- reumatoid artritisz, azaz reumás ízületi gyulladás, melyben az ízületi belhártya idült steril gyulladása áll fenn.
  - Felty-szindróma
- fiatalkori idiopátiás artritisz (juvenilis idiopathias arthritis)
- felnőttkori Still-betegség
- kristály arthropathia (más néven kristálybetegség vagy kristály-artritisz)
  - köszvény, köszvényes ízületi gyulladás (arthritis Utica), mikoris a köszvény okozta ízületi kristálykicsapódás okoz gyulladást.
  - álköszvény (kalcium-pirofoszfát-dihidrát indukálta ízületi gyulladás)
- oszteoartritisz (osteoarthritis, arthrosis, artrózis). A címszó alatti tárgyalása nem ellentmondásmentes, ugyanis valójában nem gyulladásos eredetű állapot, hanem degeneratív (kopásos betegség), melynek ugyanakkor lehet gyulladásos komponense vagy szakasza is. Tovább bonyolítja a helyzetet, hogy latin megnevezésének végződése (itis) is szerencsétlen módon gyulladást jelent. Az artrózis megnevezés helyénvalóbb, és kevésbé félreérthető.

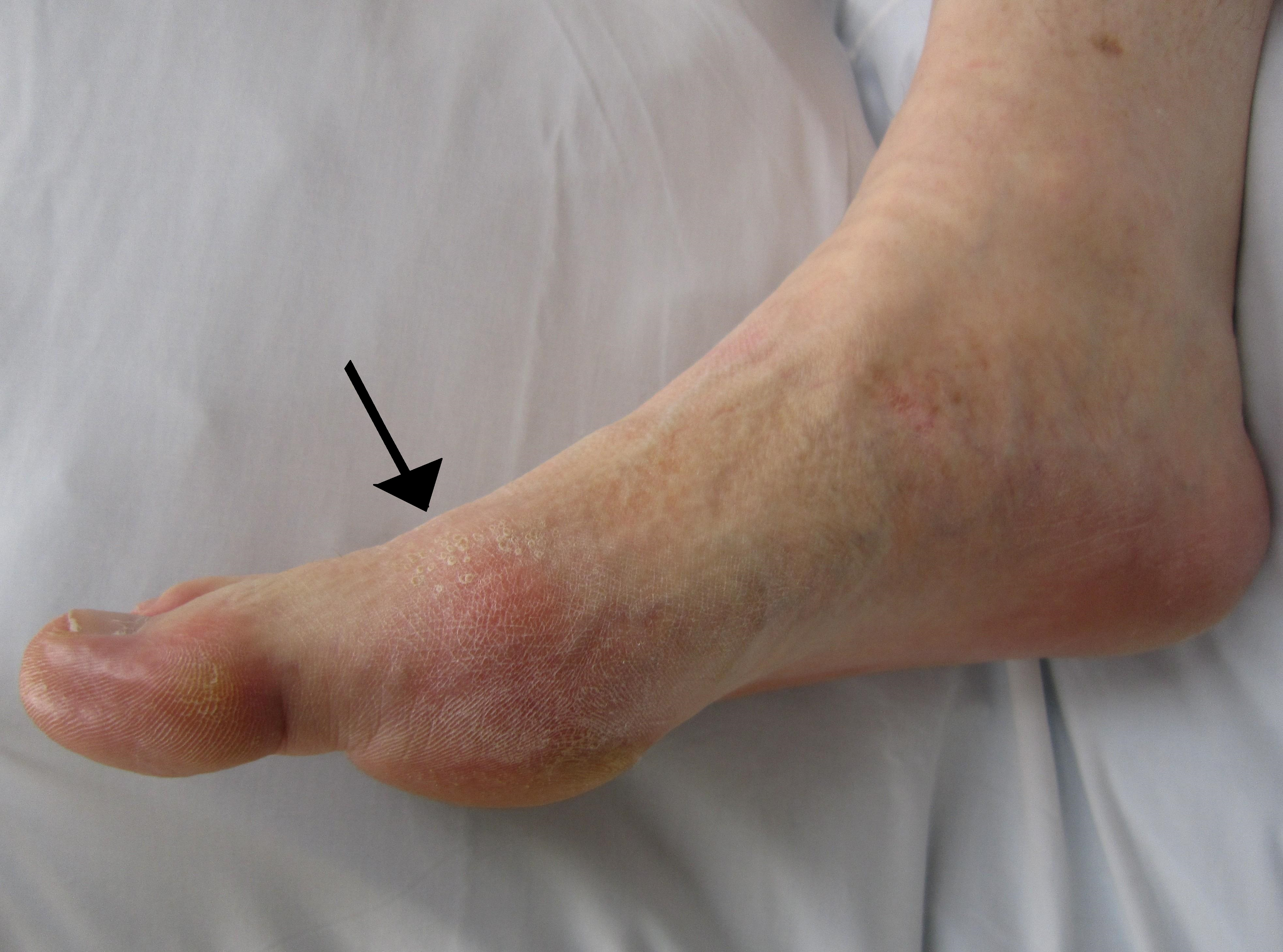
Az öregujj alapízületének (metatarsophalangealis ízület) köszvényes elváltozása belső oldalról nézve.

## Okai
- Mechanikus sérülések

Többnyire zárt (a sportsérülések többsége), de nyílt forma is előfordul, különösen közlekedési baleseteknél, sokszor csonttöréssel kombináltan. A mechanikus sérülések (túlterhelések) enyhébb esetben csak az ízület lágyrészeinek mechanikai túlterhelésével hatnak (rándulás), de szakadást porcleválást nem okoznak. Steril gyulladás alakul ki, amely fájdalommal, duzzanattal, az ízület környezetének kivörösödésével, az ízületi üregben folyadékgyülemmel, és mozgáskorlátozottsággal jár. Pihentetés, borogatások, fizioterápiás beavatkozások hatására viszonylag hamar elmúlik. Utána az ízület viszont csak fokozatosan terhelhető. (Sportolóknál, de másoknál is egyik alapvető hiba a gyógyuló ízület gyors és kontrollálatlan terhelése.)
A mechanikai sérülések komolyabb eseteiben a porc felbolyhosodhat, hajszálrepedések alakulhatnak ki benne, majd apróbb darabjai leválhatnak, melyek ízületi gyulladást okozhatnak. A porc ilyen formájú degradációját porckopásnak nevezik. 
Talán kiemelhető, hogy főleg sportsérülések szempontjából különleges jelentőségű a térdízület. Meglehetősen bonyolult anatómiai felépítése, változatos mozgásai és általában nagy terhelése különösen kitetté teszik a sérüléseknek. Ugyanakkor sebészeti helyreállítása nagy szakértelmet igénylő beavatkozás, és bár a műtétek nagy része ma már elvégezhető a az ízületi üregbe vezetett eszköz segítségével (arthroscopia), azaz a legkevesebb műtéti traumával, az eredmény ritkán jelent teljes értékű helyreállítást. Korábban talán közhelynek számított, hogy amelyik térdízület megsérül, abból már sohasem lesz tökéletes. Ez ma már a fejlett sportorvoslásnak és műtéti technikáknak köszönhetően nem teljesen igaz. Az talán mégis, hogy sohasem lesz az eredeti. (A helyes sportorvosi, edzői, gyúrói munkának van a legfontosabb szerepe a sérülések megelőzésében.)
- Bakteriális kórokozók

Általában gennykeltő kórokozókkal történő fertőzések következménye az akut gennyes ízületi gyulladást (arthritis purulenta). A kórokozók behatolhatnak az ízületbe sérüléseken keresztül, vagy a véráram útján. Gyógyítás: Helyi és általános antibiotikum kezelés, majd fizoterápia. Általában maradandó következményekkel jár.
- Autoimmun folyamatok

Az egyik legelterjedtebb forma az autoimmun ízületi gyulladás, mikor a beteg saját immunrendszere támadja meg az ízületeket.A gyógyuláshoz ezért a hibás immunreakciót kiváltó alapproblémát is kezelni kell. Leggyakoribb fajtája a reumatoid artitisz, ami akár már serdülőkorban is kifejlődhet, de általában a 30-40 év közöttieket érinti. A felmérések szerint három-ötször több nő érintett a megbetegedésben, mint férfi. Anyagcserezavar köszvény (hiperurikémia), köszvényes ízületi gyulladás (arthritis urica)
Anyagcsere-probléma hatására kialakuló ízületi gyulladás, melyet a köszvény is kiválthat. Az ízületekben apró hegyes kristályok csapódnak ki, amik egyszerre több ízületben is gyulladást okozhatnak, de leggyakrabban a kéz- és a lábfej érintett. Gyógyítása során az alap anyagcsere-problémát is kezelni kell.

## Elváltozások

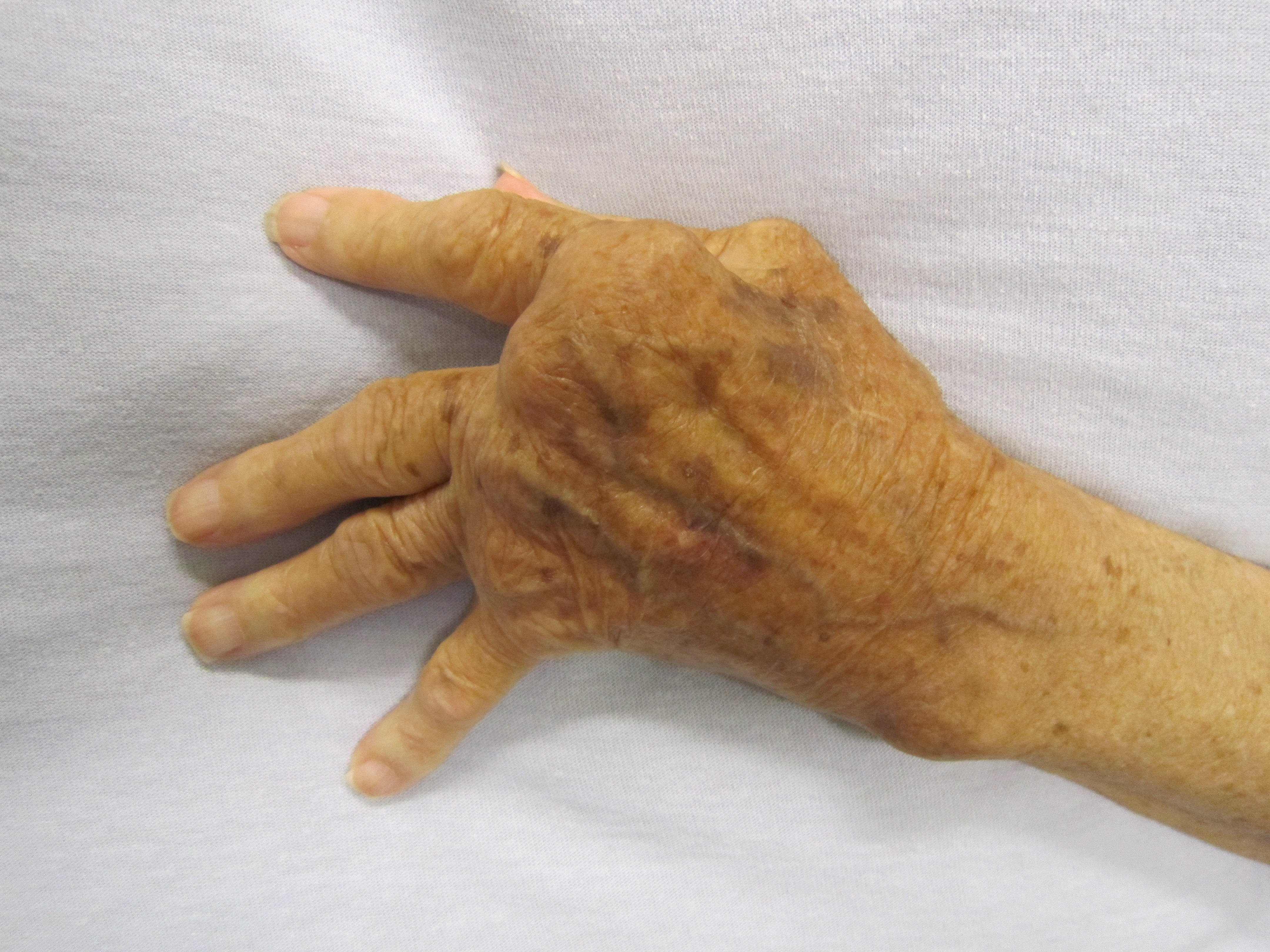
Reumatoid artritisz következtében létrejött deformitások a kézen

- Akut forma: a gyulladás általános tünetei, azaz a érintett terület kivörösödése (rubor), duzzanat (tumor), a gyulladásos terület hőmérsékletének emelkedése (calor), fájdalom (dolor) és működésbeli korlátozottság (functio laesa).
- Krónikus forma: fájdalom, deformitás, beszűkült/hiányzó működés.

## Panaszok
Erősen függenek a gyulladás típusától és okától. Általában jellemző a fájdalom, mozgáskorlátozottság, deformitás, akut formáknál láz, folyadékgyülem.

## Vizsgáló eljárások
- Ultrahangvizsgálat
- Röntgenvizsgálat
- MRI

## Diagnózis
A diagnózishoz szükséges a beteg alapos kikérdezése, a részletes fizikális vizsgálat, de szükség lehet vérvételre, röntgenre vagy akár az ízületi folyadék vizsgálatára is.

## Gyógyítás/terápia
A kezelés a típustól, vagy a kiváltó októl függ. Szeptikus artritisz esetében antibiotikum és gyakran műtéti kitakarítás, tbc-s esetben a gümős góc (tüdő) kezelése mellett helyileg műtét lehet indokolt. Reuma, köszvény és gyulladás esetén is a kiváltó alapbetegség kezelése indokolt, esetenként egy-egy ízület műtéti helyreállítása szükséges (pl. protézis műtét). Reaktív gyulladás esetén a mechanikai okok megszüntetésére nem-szteroid gyulladáscsökkentő gyógyszerek szedése ajánlott. A porcdegeneráció megállítható, valamint a porc regenerálható porcerősítő hatóanyagok alkalmazásával. Ezek közül kiemelt szerepűek a glükózamint és kondroitint együttesen tartalmazó étrend-kiegészítők, mert a két hatóanyag kölcsönösen felerősíti egymás porcerősítő hatását. Segítségükkel csillapodik a fájdalom, a gyulladás, az ízület mozgásképessége pedig javul.

## Megelőzés
Mivel az ízületekre nagy teher hárul, a megfelelő testsúly fenntartása nagyon fontos a sérülések és a porckopás okozta ízületi gyulladás megelőzésében. Ehhez elengedhetetlen az egészséges étkezés, a sok vízfogyasztás, valamint a testmozgás. A glükózamin- és kondroitintartalmú étrendkiegészítők szedése is megkísérelhető, bár ezeknek a szereknek a kedvező hatása egyelőre nem bizonyított.

## Fordítás
- Ez a szócikk részben vagy egészben  az   Arthropathy című angol Wikipédia-szócikk ezen változatának fordításán alapul.  Az eredeti cikk szerkesztőit annak laptörténete sorolja fel. Ez a jelzés csupán a megfogalmazás eredetét és a szerzői jogokat jelzi, nem szolgál a cikkben szereplő információk forrásmegjelöléseként.